# Opel Flextreme
Opel Flextreme – koncepcyjny samochód hybrydowy typu plug-in stworzony przez General Motors. Pojazd może przejechać bez doładowywania 55 km, po czym włącza się mały silnik Diesla ładujący akumulatory. Flextreme wykorzystuje technologie opracowaną dla Chevroleta Volta.